# Baiiha, Bilopillea
Baiiha (în ucraineană Баїха) este un sat în comuna Ricikî din raionul Bilopillea, regiunea Sumî, Ucraina.

## Demografie
Componența lingvistică a localității Baiiha
     Ucraineană (94,44%)
     Rusă (5,56%)
Conform recensământului din 2001, majoritatea populației localității Baiiha era vorbitoare de ucraineană (94,44%), existând în minoritate și vorbitori de rusă (5,56%).